# Max Cabanes
Max Cabanes, född 22 september 1947 i Béziers, är en fransk serieskapare och illustratör. Han är mest känd för sin fantasyserie I byarna (påbörjad 1977) och för sina serier om ungdomar på 1960- och 1970-talen (Pojkhjärtan, på svenska 1991). 1990 fick Cabanes motta Grand Prix de la ville d'Angoulême (Staden Angoulêmes stora pris), i samband med seriefestivalen i Angoulême.

## Biografi

### Tidiga serier
Max Cabanes började sitt yrkesliv som keramiker och med att teckna vykort för Disney. Hans första serier syntes 1972 i Bayard Presses ungdomstidning Record och 1972–1973 i förlaget Dargauds Pilote (1982 återtryckta i albumet Bain d'encre, 'Bläckbad'). 1974–1975 arbetade som illustratör för Paris Match och Lui, innan han 1976 skapade I byarna. Den albumserien publicerades först i fanzinet Tousse Bourin (1976) och därefter i Fluide Glacial; i den senare tidningen publicerade han 1977–1979 även ett antal kortare historier, som bland annat samlats i albumet Contes fripons (1979; 'Spjuveraktiga sagor').

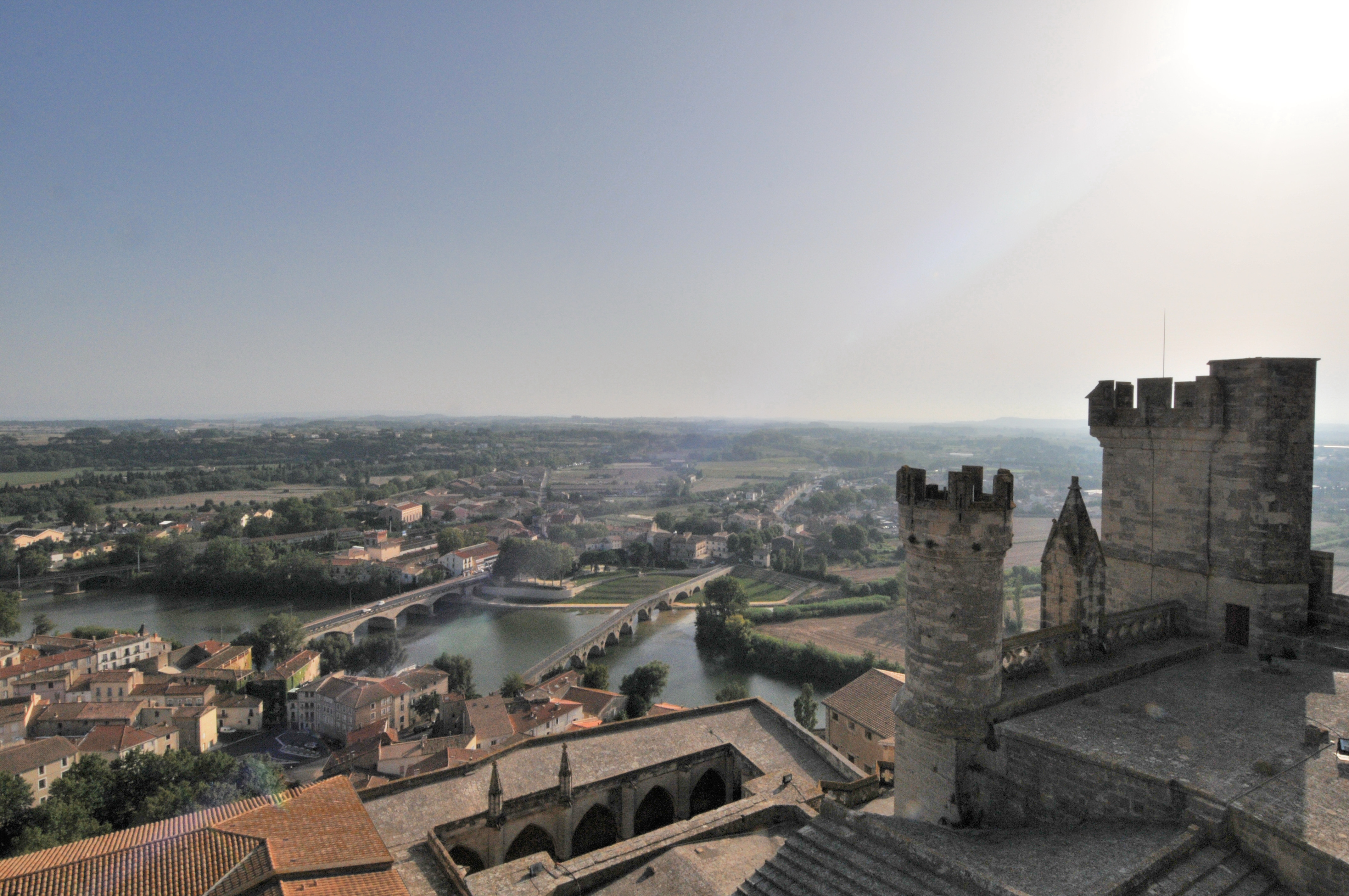
Miljöerna i I byarna är inspirerade av Cabanes uppväxtmiljöer i och runt sydfranska Béziers. I bland annat album 5 har huvudstaden i denna parallellvärld namnet Bézié.

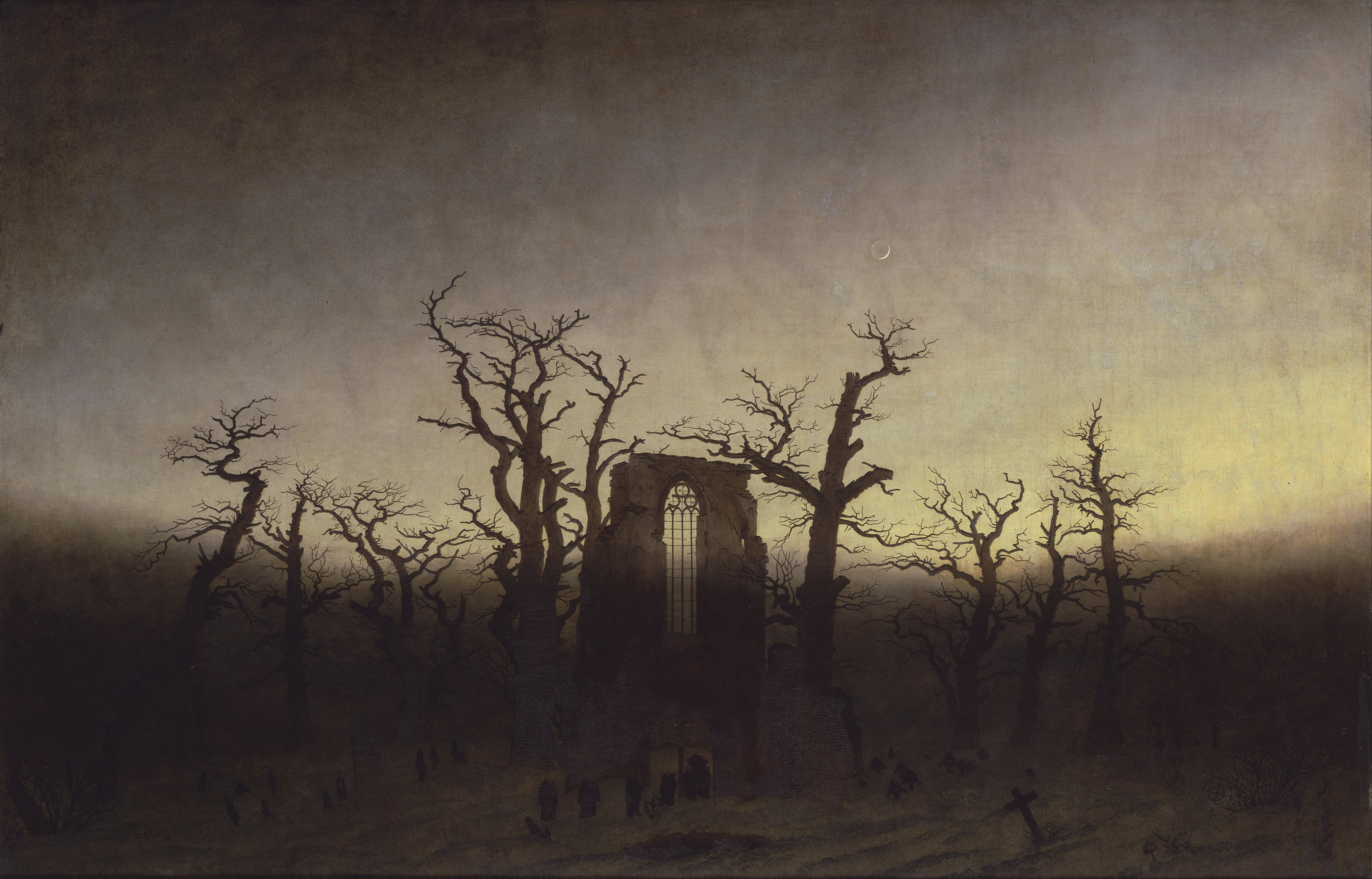
I Antitjålan, det andra albumet i I byarna-serien, utmejslade Cabanes ytterligare sina drömlika landskap. På seriesida 24 i historien står en sorts portal (mellan två dimensioner), utformad av en rest av en övergiven, äldre byggnad. Det ödsliga sceneriet liknar målningen Abtei im Eichwald ('Kloster i ekskog') av den romantiske 1800-talsmålaren Caspar David Friedrich.

Via den uppmärksammande I byarna fick Cabanes möjlighet att teckna för Castermans nystartade vuxenserietidning À Suivre. Där publicerades 1978 Le Roman de Renart (en variant av den pikareskartade Rävsagan), efter manus av Jean-Claude Forest, samt Rencontres du troisième sale type (1979–1981; 'Möten av den tredje smutsiga graden'). Den sistnämnda är en studie i skrönor med mycket vilda infall; i de sju löst sammanhängande historierna möts bland andra husvagnsturister, en fyrfota (!) gubbe med basker, saxofonanalyserande rättsfåglar (sic!), bålda näsapor, naiva riddare och besökare från yttre rymden – i form av den turnerande popgruppen Les Spoutniks. Därefter återvände Cabanes till sin I byarna-serie, publicerad i Pilote (1982–1984) och Charlie Mensuel (1985).

### Nostalgi, realism och deckare
1986 bytte Max Cabanes genre och stil, när han med kolstift och akvarell presenterade serienoveller om ungdomar placerade i 1960- och 1970-talen (delvis på svenska i Pojkhjärtan, 1991), inspirerade av Cabanes egen ungdom. Några år senare kom en berättelse inspirerad av Cabanes' tonårstid Les Années pattes d'eph (1992). Därpå tecknade han det fiktiva relationsdramat Bouquet de flirts, efter Sylvie Brasquets manus.
Därefter samarbetade Cabanes med manusförfattarna Claude Klotz (deckarserien Bellagamba, 1999–2002) och Marie-Charlotte Delmas (La Maison Winchester, 2004).

### Drömmar och prinsessor
Via den senare mysterieserien återvände Cabanes till det fantastiska temat. Som en bekräftelse på detta tog han sig därefter åter an I byarna, som 2005–2008 kom i tre nya album på Éditions Dupuis.
2009 kom Cabanes med en bearbetning av La Princesse du sang ('Blodets prinsessa'), efter en outgiven roman av Jean-Patrick Manchette.

## Stil
I de tidiga serierna utvecklade Cabanes en levande och grafiskt effektfull teckningsstil baserad på skraffering och korsskuggning, inspirerad av amerikansk underground. I senare färglagda serier har han koncentrerat sig på att utveckla realismen ofta via en färgläggning med bas i akvarell.
I sitt berättande har han genom åren presenterat sig som en utmärkt berättare. En viktig del av hans verk har koncentrerats kring skapandet av drömlika berättelser, där humor och ångest tillsammans bidragit till spänningsfyllda miljöer och en atmosfär av osäkerhet.

## Verklista
Nedan listas serierna med originalpublicering (i tidning eller album) och år för första albumpublicering. Svensk översättning listas med (extra) indrag.

### Egna seriealbum
- 1972-73 – serier i Record och Pilote, 1982 samlade i albumet Bain d'encre, Futuropolis, albumkollektionen "Hic et nunc".
- I byarna:
- 1. 1976 – Dans les villages, i Tousse Bourin och Fluide Glacial. I album 1977 hos AUDIE. I senare utgåvor kallas serien La jôle.
  - 1987 – Tjålan, i Epix 12/1987. (svenska)
- 2. 1982 – L'Anti-jôle, i Pilote. I album 1982 hos Dargaud.
  - 1990 – Antitjålan, RSR Epix, koll. "Studio Epix" #18. (svenska)
- 3. 1983-84 – La Crognote rieuse, i Pilote. I album 1984 hos Dargaud.
  - 1992 – Skrattkrinkan, i Epix 5-6/1992. (svenska)
- 4. 1985 – Le Rêveur de réalité, i Charlie Mensuel. I album 1986 hos Dargaud.
- 5. 2005 – L'École de la cruauté, Dupuis, koll. "Expresso".
- 6. 2006 – Une Fuite, deux horizons, Dupuis, "Expresso".
- 7. 2008 – La Déroute des synapses, Dupuis, "Expresso".
- 1977-79 – 11 serier i Fluide Glacial, 1979 samlade i albumet Contes fripons, AUDIE.
  - 1986-88 – (9 av serierna), i Epix 6/1986–11/1988. (svenska)
- 1978 – Le Roman de Renart (teckningar), med Jean-Claude Forest (manus), i À Suivre. I (stort) album 1985 hos Futuropolis, koll. "30x40".
- 1979-81 – Rencontres du 3e sale type, i Pilote. I album 1982 hos Dargaud, koll. "Pilote".
- 1986-97 – Colin Maillard (i À Suivre):
- 1. 1989 – Colin Maillard, i album hos Casterman.
  - 1991 – Pojkhjärtan, Medusa. (svenska) (tre av episoderna – bland annat "Robert" och "Rose-Marie" – förpublicerades Epix)
- 2. 1997 – Maxou contre l’athlète, i album hos Casterman.
- 1992 – Les Années pattes d'eph’, Albin Michel (efter tidningspublicering i L'Écho des Savanes?).
- 1996 – Bouquets de flirts, Albin Michel (efter tidningspublicering i L'Écho des Savanes?).
- Bellagamba (teckningar), med Claude Klotz (manus), Casterman, koll. "Grand format":
- 1. 1999 – La Chasse aux ombres.
- 2. 2002 – Les Saisonniers.
- 2004 – La Maison Winchester, Glénat, koll. "La Loge noire".
- La Princesse du sang, Dupuis, efter oavslutad/opublicerad roman av Jean-Patrick Manchette:

1. 2009 – Première partie.
2. 2011 – Seconde partie.

### Serier i samlingsverk
- 1981 – Paris sera toujours Paris, Dargaud.
- 1987 – Mickson BD football club, Futuropolis, koll. "X".
- 1990 – Le Violon et l'archer, Casterman.
- 1999 – Demain l'an 3000, Albin Michel.
- 2001 – Paroles de Taulards #2: Paroles de taules, med Éric Corbeyran (manus), Delcourt, koll. "Encrages".
- 2002 – "Mistral gagnant", efter Renaud, i BD d'enfer, Delcourt.
- 2002 – "La Surface de réparation", i Fever, l'ultime rencontre, Tonkam.
- 2003 – "Station Argoulets", i Correspondances, Albin Michel.
- 2005 – La Voix des anges #3: Bonheur Park, med Rodolphe (manus), Dargaud.
- 2008 – "Le Bonheur de la conversation", i Dessine moi le Bonheur, Dargaud.

### Bilderböcker
- 1976 – Mais enfin, pourquoi voit-on de si drôles de choses dans le ciel du royaume de Julelejuste Ier?, Garnier.

### Illustrationer
- 1978 – Concertino, skriven av Jean-Henri Potier, L’école des loisirs. (ungdomsroman)
- 1989 – La Boucle magique, skriven av Jean Mamère, Dargaud, koll. "Hors-texte".
- 1994 – L’Homme qui fait le tour du monde skriven av Pierre Christin, med Philippe Aymond (teckningar), Dargaud.
- 1998 – La Chanson des sirènes, skriven av Michel Piquemal, Milan. (ungdomsroman)
- 1999 – Les Correspondances de Pierre Christin #5: "La Bonne vie", Dargaud.
- 2000 – Petit lexique des sorcières, skriven av Marie-Charlotte Delmas, Syros jeunesse, koll. "Chauve-souris". (ungdomsroman)
- 2002 – La Course du guépard, skriven av Jean-Charles Bernardini, Mango Jeunesse, koll. "Le cercle magique". (ungdomsroman)

### Film om Max Cabanes
2011 kom Lucas Verniers L'Harmonie du hasard ('Slumpens harmoni'), en dokumentärfilm på 34 minuter om Max Cabanes. Filmen är del i en serie dokumentärfilmer om serieskapare med syd- och sydvästfranskt ursprung, en serie som producerats med regionalt filmstöd.

## Utmärkelser
- 1989 – Grand Prix de la Ville de Lys-les-Lannoy för hans samlade verk
- 1990 – Grand Prix de la ville d'Angoulême
- 1990 – Prix des Libraires Spécialisées
- 2007 – Grand Prix du festival Des Planches et des Vaches
- 2010 – Prix Mor Vran du Goéland Masqué för La princesse du sang, efter Jean-Patrick Manchettes oavslutade och opublicerade roman[6]